# Österödskvinnan
Österödskvinnan är kvarlevor av Sveriges äldsta, nästan komplett bevarade skelett. Det är omkring 10 000 år gammalt och funnet i en skalbank i Österöd, några mil norr om Lysekil i Bohuslän. Skelettet härrör från en omkring 70 år gammal kvinna som var 170 centimeter lång. Hon tycks ha varit i 84–88-årsåldern. DNA-analyser visar att hon hade svart hår, bruna ögon och mörk hy.
Fyndet gjordes 1903 av stenhuggaren Karl Ahl. Arkeologen Johan Alin fick höra talas om fyndet 1927 och grävde ut det 1933. Benen lämnades till Göteborgs arkeologiska museum, där de blev liggande fram till 1949 då de skickades för att undersökas på Lunds universitet. Det skedde dock aldrig, utan kvarlevorna magasinerades till 2007 då de återupptäcktes och analyserades.
Platsen där kvinnan hittades ligger några hundra meter från en havsvik, men under jägarstenåldern låg den nära strandkanten på en liten ö i Bohusläns skärgård. Snäckskal gjorde att skalgruset blev kalkrikt och att skelettet kunde bevaras under lång tid eftersom kalken i benen inte lakades ur.